# 야나기사와촌
야나기사와촌(柳沢村)은 에히메현 기타군에 설치된 촌이다. 